# Voo Tajikistan Airlines 3183
O Voo Tajikistan Airlines 3183 foi um Tupolev Tu-154B-1 que caiu em 15 de dezembro de 1997 na aproximação do Aeroporto de Xarja, nos Emirados Árabes Unidos. Houve um único sobrevivente, o navegador, de uma tripulação de sete e setenta e nove passageiros. Os investigadores determinaram que a causa do acidente foi um erro do piloto que levou a um voo controlado no terreno.

## Acidente
A aeronave decolou do Aeroporto de Cujanda na tarde de 15 de dezembro de 1997. Ao entrar no espaço aéreo do Xarja, a aeronave começou a descer, passando por turbulências na descida. Preparando-se para a aproximação final, a tripulação não percebeu que estavam muito baixos e a aeronave caiu no deserto a aproximadamente 13 km leste do aeroporto de Xarja. Todos os 79 passageiros morreram, embora um passageiro tenha sobrevivido ao acidente, mas falecendo no hospital junto com 6 membros da tripulação. O único sobrevivente foi identificado como o navegador, Sergei Petrov, de 37 anos.
A Organização de Aviação Civil Internacional sugeriu que a causa provável era "O piloto desceu abaixo da altitude atribuída e sem querer, continuou a descida para o solo. Os fatores contribuintes foram estresse auto-induzido, leve turbulência e não adesão aos procedimentos operacionais". O presidente da Companhia Aérea do Estado do Tajiquistão, que fretou o voo, afirmou que uma explosão ocorrera na aeronave antes do acidente, mas não havia evidências que comprovassem isso.

## Consequências
O presidente do Uzbequistão, Islam Karimov, ofereceu condolências ao seu homólogo tajique Emomalii Rahmon após o acidente. Todas as 85 vítimas eram de Cujanda. Os caixões foram levados de volta para o enterro. Cerca de 3.000 pessoas se reuniram na praça principal de Cujanda para o luto, enquanto o primeiro-ministro tajique, Yahyo Azimov, falava de "uma terrível tragédia". Dezenove dos corpos foram gravemente danificados e não puderam ser identificados. Eles foram posteriormente enterrados em uma vala comum.